# A Song for Simeon
" Песня для Симеона " — поэма в 37 строках, написанное в 1928 году американско-английским поэтом Т. С. Элиотом (1888—1965). Это одна из пяти поэм, которые Элиот добавил в серию поэм Ариэля, состоящий из 38 памфлетов нескольких авторов, опубликованных Фабером и Гвайером . «Песня для Симеона» была шестнадцатой в серии и включала в себя иллюстрацию художника-авангардиста Эдварда Макнайта Кауффера . Поэмы, в том числе «Песня для Симеона», были позже опубликованы в сборниках стихов Элиота как в 1936, так и в 1963 году.
В 1927 году Элиот перешёл в англо-католицизм, и его поэзия, начиная с поэм Ариэля (1927-31) и «Пепельной среды» (1930), приобрела явно религиозный характер. «Песня для Симеона» рассматривается многими критиками и учёными как обсуждение опыта обращения. В поэме Элиот рассказывает историю Симеона из второй главы Евангелия от Луки, справедливого и набожного еврея, который встречает Марию, Иосифа и младенца Иисуса, входящего в Храм Иерусалима. Святой Дух обещает, что он не умрёт, пока не увидит Спасителя, поэтому, когда Симеон видит в младенце Иисусе Мессию, обещанного Господом, он просит Бога позволить ему «уйти с миром» (Лука) 2 : 25-35.
Сюжет поэмы перекликается с текстом Nunc dimittis, литургической молитве за Комплайн из Евангельского отрывка. Элиот представляет литературные аллюзии ранним писателям Ланселоту Эндрюсу , Данте Алигьери и Иоанну Креста . Критики дискутируют на тему является ли изображение Элиотом Симеона негативным изображением еврейской фигуры и свидетельством антисемитизма со стороны Элиота.
В 1925 году Элиот становится поэтическим редактором в лондонской издательской фирме Faber and Gwyer, Ltd., :pp.50–51 после карьеры в банковской сфере и успеха его ранних стихов, включая " Любовная песня Дж. Альфреда Пруфрока "(1915), " Геронция «(1920) и»Пустошь "(1922). В эти годы Элиот отошёл от своего унитарного воспитания и примкнул к Англиканской церкви. Он был обращён в англиканскую веру 29 июня 1927 года в Финстоке, в Оксфордшире, и был миропомазан на следующий день в частной часовне Томаса Бэнкса Стронга, епископа Оксфордского . :pp.18 :pp.20,212,223 Элиот обратился в частном порядке, но впоследствии объявил в своём предисловии 1927 года к сборнику сочинений для Ланселота Эндрюса, что он считает себя классиком в литературе, роялистом в политике и англо-католиком в религии. :p.223 Когда его обращение стало известно, это был «понятный выбор для окружающих», учитывая его интеллектуальные убеждения, и что "он не мог сделать ничего иного, кроме как искать то, что он считал самым древним, самым сакраментальным и высшим выражением Христианской веры, которая формирует бесспорную основу для культуры и цивилизации современной Европы ". :pp.18 Обращение Элиота и его приверженность англо-католицизму способствовали его дальнейшей поэзии и оказали на неё влияние.
Критические статьи на стихи Элиота также изменились, причём некоторые критики утверждали, что работа Элиота пострадала от добавления христианских тем. Один из критиков, Мортон Забель, сказал, что это «лишило его искусство некогда несравненной оригинальности в стиле и тоне». Другие критики считали, что изучение Элиотом христианских тем стало положительным развитием в его поэзии, включая Гордона Саймса, который признал его «оценкой преклонного возраста, разъяснением его особой благодати и признанием его особой функции в процессе развития души».
В 1927 году его работодатель, Джеффри Фабер, попросил Элиота каждый год писать по одному стихотворению для серии иллюстрированных брошюр с праздничными темами, которые отправляли клиентам фирмы и деловым знакомым в качестве рождественских поздравлений. :pp.19,50,376 Эта серия, называемая «Серия Ариэль», состояла из 38 брошюр, опубликованных между 1927 и 1931 годами, в которых были представлены стихи и краткая проза от английских писателей и поэтов. Первое стихотворение Элиота "Путешествие волхвов " было напечатано восьмым в серии августа 1927 года. Для второй «Песни для Симеона» Элиот обратился к событию в конце рождественского повествования в Евангелии от Луки . Печать поэмы, шестнадцатой в серии, была завершена 24 сентября 1928 года. :p.36 Элиот продолжил данную тему ещё тремя поэмами: «Анимула» в октябре 1929 года, «Марина» в сентябре 1930 года и «Триумфальный марш» в октябре 1931 года. Четыре из пяти стихотворений Ариэля Элиота, включая «Песню для Симеона», сопровождались иллюстрациями американского художника-авангардиста Э. Макнайта Кауффера . :passim.
Фабер и Гвайер напечатали «Песню для Симеона» в брошюре Деми Октаво (8vo) размером 8½ дюйма × 5½ дюйма на синей бумаге с заголовком чёрными чернилами. :p.36 Стихотворение было напечатано на двух страницах, сопровождаемых цветной иллюстрацией Кауффера, и включало одну страницу рекламы. Фабер и Гвайер заключили контракт с компанией Curwen Press в Плейстоу на печать 3500 экземпляров. :p.36 Шрифт обложки и текста стихотворения был Walbaum, созданный J.   Э. Вальбаум из Гослара и Веймара в Германии в 1836 году. По словам Гилмора, издание было напечатано «партиями по восемь».
В 1936 году Фабер и Фабер, фирма-преемник Фабера и Гвиера, собрали «Песню для Симеона» и три других стихотворения под заголовком «Поэмы Ариэля» для издания сборника стихов Элиота. («Триумфальный марш» появляется в разделе 1 «Кориолана» в разделе «Незаконченные стихи»). Когда Фабер выпустил ещё одну серию в 1954 году, Элиот включил шестое стихотворение «Культивирование рождественских ёлок», :p.19 которое было добавлено к изданию Фабера 1963 года в его сборников стихов. Оба издания собранных стихов были опубликованы в США компанией Harcourt, Brace &amp; Company .
Все шесть стихов были опубликованы вместе как отдельная публикация Faber & Faber в 2014 году. В эту публикацию включены оригинальные иллюстрации.

## Анализ
«Песня для Симеона» — поэма в 37 строк, написанное в свободном стиле . Стихотворение не имеет последовательного метра. Строки имеют длину от трёх слогов до пятнадцати. Элиот время от времени использует концевую рифму в 21 строке поэмы:
- и, рука, стой и земля (в строках 1, 3, 5, 7)
- бедные и двери (строки 10 и 12)
- горе и завтра (строки 20 и 24)
- осмеяние и зрение (строки 27 и 30)
- лестница и молитва (строки 28 и 29)
- сердце и уход (строки 32 и 36)

Использование Элиотом скорби, запустения и утешения — повторение двухслогового окончания — является примером слоговой рифмы . Элиот применяет вынужденную рифму (также называемую «косвенной рифмой») о мире и лёгкости (строки 8 и 11), а рифму «на глаз» — о доме и приходе (строки 14 и 15).
"Песня для Симеона"представлена как драматический монолог от первого лица, от лица Симеона. :p.70–72 Стиль монолога Элиота, использованный в поэме (и во многих его произведениях), во многом опирается на влияние английского викторианского поэта Роберта Браунинга (1812—1889). :p.276 :p.72 :p.95 Литературовед Мартин Скофилд идентифицирует изложение Симеона как «голос драматического монолога Браунингеска» и характеризует использование Элиотом Симеона как «маску, наполовину скрывающую и наполовину раскрывающую поэта». :p.77

## Темы и интерпретация

### Евангельское повествование и Nunc Dimittis
Большинство учёных и критиков, рассматривающих поэму, сосредотачиваются на повествовании Евангелия как источнике интерпретации, поскольку стихотворение Элиота приводит цитаты из нескольких строк из отрывка из Луки, из Nunc dimittis. Скофилд говорит, что стихотворение «характеризуется намеренно библейским языком, переплетённым с реальными фразами из Евангелие». :p.147
Тема стихотворения Элиота взята из второй главы Евангелия от Луки (Луки 2 : 25-35) и раннехристианского песнопения Nunc dimittis . По словам Луки, Симеон, пожилой и набожный еврей, стоит в Иерусалимском Храме в то время, когда Мария и Иосиф приносят младенца Иисуса для представления в храме через сорок дней после его рождения в соответствии с еврейским законом и обычаями. Лука заявляет, что Симеон «ждёт утешения Израиля» после того, как ему было обещано, что «он не увидит смерти прежде, чем увидит Христа Господня». (Люк 2 : 25-26) Симеон, увидев ребёнка, берёт его на руки и молится, пророчествуя об искуплении мира Иисусом и о грядущих страданиях. Эта молитва станет известна позже как Nunc dimittis от его латинского инципит . Nunc dimittis — это традиционная «евангельская кантика» Ночной Молитвы, которую часто называют песней Симеона или кантикой Симеона . В римско-католической традиции он использовался во время Служения Compline, последнего из канонических часов, в Литургии часов . Англиканская традиция объединила литургию католических богослужений Венеры (особенно с песнопением Magnificat) и Compline (с Nunc dimittis) в Вечернюю молитву при составлении Книги общей молитвы во время английской Реформации .
В 1886 году дедушка Элиота, Уильям Гринлиф Элиот, американский педагог и унитарский министр, написал стихотворение под названием «Nunc dimittis». Написанное за несколько месяцев до его смерти (и за два года до рождения Т. С. Элиота,) старший Элиот использовал тот же текст Евангелия, и поэт спрашивает в своём упадке: «Когда я могу смиренно требовать такого рода награду, / И прекратятся заботы и труды?» «Песнь для Симеона» была рассмотрена преподобным Робином Гриффит-Джонсом, англиканским священнослужителем, как молчаливое дань Элиоту своему деду, «последним годам деда, когда появилась вера в его внука». :pp.94–97
Учёные определили намёки Элиота на другие библейские отрывки, в том числе:
- «Перед участками горы запустения» в строке 19 и ссылка на «дом лисы» в строке 15 в качестве ссылки на Голгофу (Голгофу) или на Плач 5 : 17-18 "гора Сион   … опустошена, лисицы ходят по ней ". Ссылка на лису также считается связанной с Марк 13 : 14 и Марк 8 : 20 .[26]
- Участки в строке 19, и время шнуров, бичей и скорбей в строке 17 относятся к страсти и распятию Христа, в частности к его бичеванию по приказу Понтия Пилата и к горестным женщинам на Виа Долороза, описанным в Луки 33 : 27-29 .[26]
- «Путь козла» в строке 15 — отсылка к козлу отпущения Левиту 16 : 22[26]
- «Бегство от чужеземцев и чужих мечей» происходит из пророчеств скорби, сокрытия и преследования в Исаии 51 : 3 ; и распятие события, упомянутые в Марке 13 : 8 и Матфея 24 : 8 . Два учёных связывают это с пророчеством Иезекииля о «смерти от рук незнакомцев».[26][32] :200
- Влияние псалма 104 на языке стихотворения.[33]

### Конверсия
Учёные и критики не считают «Песню для Симеона» одним из значительных стихотворений Элиота. Таким образом, оно находится в тени его сравнительно более известных работ того периода — " Полые люди " (1925), написанными до его обращения; и «Путешествие волхвов» (1927), " Пепельная среда " (1930) и более поздние, более содержательные « Четыре квартета» (1943), написанные после его конверсии. Однако в «Песне для Симеона» и этих стихах Элиот продолжает продвижение своих тем отчуждения в изменяющемся мире и соединяет в себе принципы своей вновь обретённой веры. Скофилд утверждает, что образ «Песни для Симеона», включая символ пера, его положение среди римских гиацинтов и зимнего солнца, передаёт «чувство удивления и хрупкости новой жизни». :p.147 Робин Гриффит-Джонс связывает образ Элиота с пером с заявлением Хильдегарда из Бингена, в котором он сравнивает себя с "пером, которому не хватает веса и силы и который летит сквозь ветер; так что её поддержал Бог. Но герой Элиота, всё ещё ожидающий ветра, воображает только смертельный ветер, который унесёт его ".
По словам писателя Джозефа Мэддри, «Песня для Симеона» совпадает темами с его более известным конверсионным стихотворением «Пепельная среда», первые части которого Элиот писал во время написания и публикации «Песни для Симеона». Элиот использует библейскую историю Симеона, чтобы проиллюстрировать «контраст между появлением и реальностью, и смиренно просит Бога научить его смирению, которое объединяет оба явления». Стихи Ариэля Элиота и «Пепельная среда» исследуют этот новый опыт обращения и прогресса души. :p.163 Скофилд пишет, что изображение Элиота Симеона представляет «фигуру, которой откровение было дано, но которому оно пришло слишком поздно для этой жизни». :p.147 Но в ожидании смерти, о которой он просит, Симеон видит последствия обращения веры в этом новом ребёнке и его миссии. Симеон ничего не хочет от этого «времени скорби», и что судьба преследований за последствия веры не для него. :l.14 :pp.166–167
По словам биографа Элиота Линдалла Гордона, в «Пепельной среде» и стихах Ариэля "Элиот задаётся вопросом, не принадлежит ли он тем, кто официально поддерживает христианство, не будучи должным образом преданным, чьё показное благочестие «запятнано самонадеянностью». :p.225 Поэма по своей сути связана с религиозным опытом обращения Элиота и связана с чтением англиканского священного Ланселота Эндрюса в это время. Эндрюс в проповеди Пепельной среды 1619 года подчеркнул, что обращение «должно исходить из ума и сердца, мыслей и чувств», принципа [sic] и правоверного акта истинного обращения к Богу. " Слова Эндрюса снова передаются, когда Симеон Элиота «видит веру, которую он не может вместить в „всё ещё невысказанное и невысказанное Слово“» Элиот использует изображение винтовой лестницы — изображение, которое также появляется в «Пепельной среде», которое, как указывает Гордон, является прямой ссылкой на проповедь Эндрюса. По словам Гордона, "кающийся Элиот…   «поворот по извилистой лестнице» играет роль двух ментальных изменений, предписанных Эндрюсом для обращения: поворот, обращённый к Богу, и поворот, обращённый назад к своим грехам, приговаривая себя к прошлому ". :p.224
Образ извилистой лестницы также был привязан к сценам в путешествии Данте из Чистилища в Рай в Божественной комедии . Кроме того, образ считается связанным с лестницей как с путём мистического восхождения в трудах испанского мистика Иоанна Креста XVI века. Элиот часто ссылается на этот символ в нескольких своих стихах. :pp.209–211
Симеон Элиота кажется похожим на изображение Данте Вергилия в Божественной комедии , как «провидец, который может видеть только так далеко; предшественник, который не может войти в мир, который он делает возможным». Вирджил в « Божественной комедии» ведёт Данте через ад (Инферно) и Чистилище (Пургаторио), но не может направить его в Рай (Парадизо). В этом контексте Вергилий был символом нехристианской философии, и гуманитарные науки не могли помочь Данте дальше в его подходе к Богу. В описании Элиота Симеон никогда не узнает христианскую культуру, которую он пророчествует, чувствуя «муки рождения мира, который он никогда не будет занимать».

### Аргументы об антисемитизме
Стихи Элиота часто рассматривались на предмет антисемитических предубеждений или дискриминации евреев . Учёный Луи Менанд утверждает, что, хотя Элиот уважительно относится к Симеону, его отношение можно описать как «в традиции христианской снисходительности к добродетельным язычникам». Для сравнения, Крейг Рейн, поэт и почётный научный сотрудник Нью-колледжа в Оксфорде, написал книгу об Элиоте в защиту всей книги от притязаний на преднамеренный антисемитизм и утверждает, что «Песня для Симеона» обеспечивает сочувствующее обсуждение еврейской диаспоры , Учёный из Университета Британской Колумбии Джон Ксирос Купер заявляет, что обвинения в антисемитизме были выдвинуты против строк Элиота «в нескольких отдельных стихах» и в одной из прозаических ссылок. В самом деле, Элиот отверг претензии, заявив: "Я не антисемит и никогда не был. Это ужасная клевета на человека ". Политический теоретик и автор Леонард Вульф, который был иудеем, и одним из близких друзей Элиота, полагал, что Элиот был «слегка антисемитским, это было в некотором роде неясно, что не редкость». Он это искренне отрицал. " :p.62
Энтони Джулиус, британский адвокат, который является одним из самых категоричных критиков по отношению к Элиоту в данном вопросе, заключает, что «Песня для Симеона» является "исключительной в поэзии, в которой евреи глупы. Голос, однако, дисциплинирован и говорит подготовленные к нему строки   , , , , Песня для, не о Симеона. Элиот приводит еврейские строки, которые определяют его местонахождение, и, как следствие, всех евреев, полностью в христианской драме. Неспособный отрицать свою истину, но в равной степени неспособный жить этой истиной ". :pp.70–71 Он обвиняет Элиота в том, что он оживляет « топой еврея, признающего его моральное устарелость», — по сути, используя усталую характеристику еврейской фигуры как голоса, свидетельствующего о том, что евреи не играют никакой роли в христианском будущем. :pp.30,70–71 Юлий сравнивает Симеона с Моисеем, утверждающим, что ему «суждено увидеть Землю Обетованную, но не войти в неё … свидетель её истины, но отрицавший её искупительную силу, еврей торжественно, смиренно стоит за воротами христианства». Кроме того, Юлиус опирается на цитату из более раннего стихотворения Элиота «Gerontion», в которой говорится, что в этом христианском будущем евреи «могут найти уступ на корточках». :pp.70–71
Многие критики считают точку зрения Юлиуса чрезмерной. :p.203,fn.35 Для сравнения, Юлий смягчил свою резкую критику, заявив, что антисемитизм Элиота не умаляет поэзии, и что он предлагает творческую силу, демонстрирующую редкую творческую силу искусству Элиота. :pp.28,33,35 Литературный критик и профессор Кристофер Рикс согласился, сославшись на остроумие и комментарии к описаниям евреев Элиота; он утверждает, что Элиот был самым блестящим в своих предубеждениях. :p.104 :p.72